# Salanoia durrelli
Salanoia durrelli is een soort roofdier uit de familie van de Madagaskarcivetkatten. De soort komt alleen voor in Madagaskar. Het dier werd voor het eerst beschreven in 2010.
De soort is vernoemd naar Gerald Durrell, een natuurwetenschapper die zich inzette voor natuurbehoud in Madagaskar.
S. durrelli heeft een geelbruine vacht, een scherpe snuit en scherpe tanden. Hij weegt iets meer dan 0,5 kg. Volgens genetisch onderzoek is hij sterk verwant met de bruine mangoest (S. concolor). De twee soorten verschillen in kleur en hebben een andere schedel- en tandenstructuur en een andere vorm en grootte van kussentjes op de poten. De onderzoekers vermoeden dat S. durrelli aangepast is aan een leven in en rond water, in tegenstelling tot andere mangoesten.
S. durrelli komt voor in de moeraslanden bij het Alaotrameer in het noordoosten van Madagaskar. De tanden lijken geschikt voor het eten van week- en schaaldieren, die waarschijnlijk naast kleine gewervelden op zijn menu staan. Conservation International vermoedt dat de soort ernstig bedreigd is door het verdwijnen van zijn habitat door opdroging en vervuiling en door invasieve soorten.